# Plutonium 239
table
Le plutonium 239, noté 239Pu, est l'isotope du plutonium dont le nombre de masse est égal à 239 : son noyau atomique compte 94 protons et 145 neutrons avec un état fondamental ayant un spin 1/2+ pour une masse atomique de 239,052 16 g/mol. Il est caractérisé par un excès de masse de 48 588 keV et une énergie de liaison nucléaire par nucléon de 7 560,31 keV. Un gramme de plutonium 239 présente une radioactivité de 2,276 GBq, tandis qu'un kilogramme de 239Pu pur est le siège d'environ 10 fissions spontanées par seconde.

## Propriétés du plutonium 239
Il est radioactif avec une période de 24 110 ans en produisant de l'uranium 235 par désintégration α moyennant une énergie de désintégration de 5,245 MeV. Il se désintègre également par fission spontanée avec une probabilité de 3,1 × 10−10 % et une énergie totale par atome fissionné de 207,1 MeV = 3,318 × 10−11 J.
Le 239Pu est l'un des trois radioisotopes couramment utilisés dans l'industrie et l'armement nucléaires, avec le 235U et le 233U.
La fission d'un atome d'uranium 235 libère deux ou trois neutrons qui peuvent être capturés par des atomes d'uranium 238 pour donner du plutonium 239 après deux désintégrations β− successives :
1
0n + 238
92U ⟶ 239
92U {\displaystyle \mathrm {\xrightarrow[{23,45\ min}]{\beta ^{-}\ 1,265\ MeV}} } 239
93Np {\displaystyle \mathrm {\xrightarrow[{2,3565\ jours}]{\beta ^{-}\ 0,722\ MeV}} } 239
94Pu.

### Propriétés nucléaires
Le plutonium 239 a une probabilité de fission plus élevée que l'uranium 235 et libère davantage de neutrons par fission, ce qui lui confère une masse critique plus faible. La fission d'un kilogramme de plutonium 239 peut libérer une énergie équivalente à l'explosion de 20 000 tonnes de TNT (Avec une énergie totale — neutrinos et antineutrinos compris — par atome fissionné de 207,2 MeV = 3,319 71 × 10−11 J, cela produit une libération d'énergie de 19,992 TJ/mol = 83,629 TJ/kg). Le 239Pu pur présente l'avantage de produire relativement peu de fissions spontanées (environ une dizaine par seconde et par kilogramme) et donc d'émissions de neutrons, ce qui permet d'en assembler en quantité largement supérieure à la masse critique avant l'explosion.
Cependant, le 239Pu contient toujours une fraction de 240Pu résultant de l'absorption d'un neutron supplémentaire lors de la production du 239Pu à partir du 238U. Le 240Pu produit environ 420 000 fissions par seconde et par kilogramme, ce qui en fait un contaminant indésirable dont on s'efforce de limiter la concentration dans le 239Pu : le plutonium de qualité militaire n'en contient pas plus de 7 %, tandis que le combustible nucléaire peut en contenir jusqu'à 31,1 %. Un bon moyen de limiter la production de 240Pu avec le 239Pu consiste à limiter dans le temps l'exposition du 238U aux neutrons.

### Propriétés chimiques
D'un point de vue chimique, le plutonium métallique est un métal très réactif, qui se couvre, en présence de traces d'humidité, d'une couche de dioxyde de plutonium PuO2 et d'hydrure de plutonium PuH2-2,7 non stœchiométrique. L'oxygène a un effet passivant qui retarde l'effet de l'humidité. Un excès de vapeur d'eau ne produit qu'une couche de PuO2 d'aspect poudreux qui rend le métal pyrophorique, d'où la nécessité de le manipuler sous atmosphère inerte d'azote ou d'argon.
Le dioxyde de plutonium PuO2 est 40 % plus volumineux que le métal, ce qui peut provoquer l'éclatement des conteneurs de plutonium en cas d'oxydation imprévue. Ces conteneurs doivent être constitués de matériaux tolérant la nature fortement réductrice du plutonium. Ce sont des métaux réfractaires tels que le tantale ou le tungstène, ainsi que des oxydes stables, des composés du bore, des carbures, des nitrures, voire des alliages de silicium.

## Usages industriels et militaires
Les centrales nucléaires civiles qui fonctionnent au plutonium sont toujours conçues pour pouvoir exposer de l'uranium 238 au flux de neutrons produit par la réaction nucléaire afin de générer le plutonium 239 recherché. Cela ouvre naturellement la voie à la production de plutonium de qualité militaire en détournant des installations civiles pour convertir en plutonium 239 l'isotope 238U, toujours présent dans l'uranium enrichi en 235U. D'une manière générale, les centrales sont généralement conçues pour que le remplacement du combustible nucléaire se fasse après arrêt complet du réacteur, ce qui empêche la génération de 239Pu de qualité suffisante en raison du grand nombre d'isotopes parasites générés à cette occasion.
Cependant, certaines conceptions de réacteurs civils ont précisément pour but de permettre le remplacement du combustible à chaud, ce qui rend possible la production de plutonium 239 militaire : c'est particulièrement le cas des réacteurs canadiens PHWR, français UNGG et soviétiques RBMK. Des installations plus classiques peuvent également être équipées de systèmes permettant de placer brièvement des barres d'uranium appauvri près du cœur pour produire du plutonium 239, ou peuvent être exploitées en cycles courts avec arrêts fréquents pour générer des matériaux nucléaires à usage militaire, l'Agence internationale de l'énergie atomique (AIEA) ayant notamment pour rôle d'inspecter de telles installations civiles afin d'y déceler d'éventuels détournements à usage militaire.
Le plutonium est essentiellement produit dans les surgénérateurs, conçus au départ pour maximiser la production d'énergie à partir de l'uranium en exploitant le caractère fertile de l'uranium 238 : ce dernier est converti en plutonium 239 sous l'effet des neutrons issus des fissions contrôlées dans le réacteur à partir de l'uranium 235, le plutonium ainsi produit prenant le relais en tant que combustible nucléaire.